# 売り出し中のコテージ
『売り出し中のコテージ』原題：A Cottage for Sale）は、1929年に発表されたポピュラーソング。ウィラード・ロビソンが作曲し、歌詞はラリー・コンリーが書いた。1929年に最初に発表され 、100人以上のパフォーマーがこの曲のレコーディングを行っている。この曲の最初のバージョンは、1930年1月にThe Revelersによってリリースされ、1930年3月にニューヨーカーオーケストラと共に収録された。

## 録音
- 1930年：ビクターボーカルカルテットThe Revelers
- 1930年：ルース・エッティング
- 1930年：ボーカリストのジャック・パーカーとのハイイロカモメスタジオダンスバンド（ピカデリー616 / 3990-B）
- 1930年：ガイ・ロンバード
- 1945年：ビリー・エクスタインと彼のオーケストラのレコーディングは、最もプレイされたジュークボックスレースレコードチャートで3位、ポップチャートで8位になった。 [5]
- 1947年：メル・トーメ
- 1956年：ダイナ・ワシントン（「ダイナ！ 」アルバム）
- 1957年：ナット・キング・コール（「ジャスト・ワン・オブ・ザ・シングス」アルバム）
- 1957年：グレン・オッサーが編曲・指揮したコールマン・ホーキンス（「ザ・ギルデッド・ホーク」アルバム）
- 1958年：トニー・ベネットとフランク・デ・ヴォルと彼のオーケストラ（「 Long Ago and FarAway 」アルバム）
- 1958年：フランキー・レイン
- 1959年：フランク・シナトラ（「 No One Cares 」アルバム）
- 1959年：ロイ・ハミルトン（「 Have Blues Must Travel 」アルバム）
- 1959年：クリス・コナー（「ニーナ・シモンと彼女の友達」アルバム）
- 1960年：リトル・ウィリー・ジョン（「SureThings」アルバム）
- 1960年：ビリー・エクスタイン（「もう一度フィーリングで」アルバム）
- 1961年：ハワード・マギー（「ダスティ・ブルー」アルバム）
- 1963年：ジュリー・ロンドン（「ラブ・オン・ザ・ロックス」LPアルバムリバティレコードLST 7249）
- 1963年：ジュディ・ガーランド
- 1965年： Jack Teagarden （ " Think Well Of Me " Verve Records V6 8465アルバム）
- 1968年：ケイ・スターとカウント・ベイシー（「 How About This 」アルバム）
- 1968年：ジェームス・ブラウン（「リトル・ウィリー・ジョンといくつかの素敵なことについて考える」アルバム）
- 1969年：ベット・マクローリン（「マスカレードは終わった」アルバム）
- 1978年：ビル・ファレル（「LushLife」アルバム）
- 1987年：チャック・ベリーが、ジョニー・ジョンソンと一緒にピアノで歌い、コンサート映画「雹」のリハーサル中の親密な瞬間に歌う。雹！ロックンロール
- 1992年：バディ・モンゴメリー（「メイベックリサイタルホールでのライブ、第15巻」アルバム）
- 1995年：エタ・ジョーンズ（「At Last」アルバム）
- 1996年：ジャッキー・マクリーン（「ハットトリック」アルバム）
- 2001年： Dave Van Ronk （ " Sweet＆Lowdown "アルバム）
- 2003年：ジェリー・ジェフ・ウォーカー（「ジェリー・ジェフ・ジャズ」アルバム）
- 2003年：ホリー・コール（「シェード」アルバム）
- 2005年：Les Deux Love Orchestra（「キングコング」アルバム、ボーカルにボビー・ウッズ、ピアノにペイジ・キャヴァノーをフィーチャー）
- 2005年：ジョニー・マティス（ " Is n't It Romantic：The Standards Album "）
- 2010年：フレディ・コール（「フレディ・コールはB氏を歌う」）
- 2017年： New Fangled Four （ "The Newfangled Four"アルバム）
- 2021年：ウィリー・ネルソン（「That's Life」アルバム、フランク・シナトラへのネルソンの2番目のトリビュートアルバム[6] ）